# Émile Mathieu
Pour les articles homonymes, voir Mathieu et Émile Mathieu.
Émile Mathieu, né le 15 mai 1835 à Metz et mort le 19 octobre 1890 à Nancy, est un mathématicien français. Il est connu pour son travail en théorie des groupes et en physique mathématique.

## Biographie
Émile Mathieu, élève brillant, intègre l'École polytechnique à Paris. Il poursuit ses études de mathématiques à la faculté des sciences de Paris, où il obtient un doctorat en 1859. Élève de Gabriel Lamé, Émile Mathieu travaille sur la théorie des groupes. De 1869 à 1873, Émile Mathieu enseigne les mathématiques à la Faculté des sciences de Besançon, comme répétiteur, puis comme professeur de mathématiques pures. À partir de 1874, il est nommé professeur à la Faculté des sciences de Nancy, où il termina sa carrière.

## Physique mathématique
En étudiant les vibrations de la membrane elliptique, il examine l'équation de Mathieu, dont les solutions sont appelées fonctions de Mathieu. L'astronome Hill, en étudiant les librations de la Lune, sera aussi amené à étudier ces équations différentielles à coefficients périodiques (cf pendule paramétrique). Floquet, puis le physicien suisse Bloch se retrouveront confrontés à ce même problème ; Denjoy puis Arnold approfondiront ce problème, encore d'actualité (gap des cristaux photoniques).

## Groupes de Mathieu
Les groupes de Mathieu sont cinq groupes finis simples sporadiques, qui furent les premiers à être découverts.